# 女の子クラブ
女の子クラブ（おんなのこくらぶ）は、新宿二丁目にある女装体験と交流ができる女装サロンバーである。

## 概要
株式会社UNIの代表取締役である亀井が運営していた、女装・ニューハーフイベント「プロパガンダ」を通じ、女装に興味を持つ人が多いと分かったことから開店を決意。「好奇心で女装してみたいという男性」や「男友達に女装させてみたいという女性」をコアターゲットに構想から約2カ月で開店した。
入店の際は入場チケットの購入と、飲み放題かワンオーダードリンクのサービスプランを選択する。
店内には更衣室とパウダールームが設置され、レディースの服やコスプレ衣装、メイク道具、ウィッグが用意されており、客は自由に利用できる。また、スタッフが男性客へ女装メイクを施すサービスも存在した。現在はメイク初心者のためのメイクマニュアルがあり、マニュアルを読みながら客自身でメイクを行う。
スタッフの大半は女装しており、お笑いコンビしらすのこうげき!のひよりもスタッフとして在籍していた。
新聞、雑誌のニュースサイトの取材も受け付けている。

## 沿革
- 2012年12月1日 - 「女の子クラブ」開店。
- 2014年12月1日 - 「女の子クラブ 大阪なんば店」開店[10]。
- 2016年4月1日 - 「ばー☆女の子クラブ 御徒町店」開店[11][12]。
- 2017年9月30日 - 「女の子クラブ 大阪なんば店」閉店。
- 2020年
  - 3月31日 - オンラインバー「女の子クラブ オンライン」開店[13]。
  - 5月22日 - 新型コロナウイルス感染症対策に伴う臨時休業が続いたことで経営が厳しい状態となり、クラウドファンディングを実施。目標金額1,000,000円に対して、2,443,500円の支援総額を達成[14]。
  - 12月15日 - 「ばー☆女の子クラブ 御徒町店」閉店。
- 2022年
  - 1月10日 - サービスリニューアルを実施[15]。
  - 6月8日 - 女の子クラブ公式LINE開始。
- 2023年
  - 3月18日 - 定期メイク教室を開催。
  - 9月 - 株式会社女の子クラブの設立に伴い、運営会社が株式会社UNIから変更。
- 2025年
  - 1月11日 - SENSHOビル2階で運営していたジェンダーフリーバー「フリーメゾン」閉店。
  - 5月31日 - 2代目店長くりこ退職。

## その他
- 店内には駄菓子が置かれており、客は自由に食べることができる。
- 2014年4月から2015年5月まで店内にプリント倶楽部が設置されていた。
- 2022年1月10日のサービスリニューアルを機に、女の子クラブの入場チケットを購入することで、「フリーメゾン」へも入場可能となった。